# لوبومیر ناتسوفسکی
لوبومیر ناتسوفسکی (چکی: Lubomír Nácovský؛ ۲۶ مهٔ ۱۹۳۵ – ۱۰ مارس ۱۹۸۲) تیرانداز اهل چکسلواکی بود.
وی در مسابقات کشوری و بین‌المللی در مجموع برندهٔ ۱ مدال برنز شده‌است.